# Джексон, Джон Дэвид
Джон Дэвид Джексон (англ. John David Jackson; 17 мая 1963, Денвер, Колорадо, США) — американский боксёр-профессионал, выступавший в 1-й средней, средней, 2-й средней и полутяжёлой весовых категориях. Чемпион мира в 1-й средней весовой (версия WBO, 1988—1992) и средней (версия WBA, 1993—1994) весовой категории. После завершения карьеры он тренировал нескольких элитных боксёров, в том числе Сергея Ковалёва.

## Биография

### 1984—1996
Дебютировал в марте 1984 года в полутяжёлой весовой категории.
В декабре 1988 года состоялся бой за вступительный титул WBO в 1-м среднем весе между Джоном Дэвидом Джексоном и Люпе Акино. Джексон победил нокаутом в 8-м раунде.
В апреле 1989 года он нокаутировал в 8-м раунде откровенно слабого для титульного боя боксёра Стива Литтла.
В феврале 1990 года Джексон вышел на бой против для Мартина Камары. Чемпион пять раз посылал на канвас претендента. В 11-м рануде Камара отправил на настил Джексона. На счёт 10 чемпион не поднялся, и Камара был объявлен победителем. Час спустя рефери объявил, что 11-й раунд уже закончился на момент нокаута. Позже WBO поменял результат боя на несостоявшийся.
В октябре 1990 года Джексон победил по очкам Криса Пията.
В июле 1991 года он победил по очкам Тайрона Трайса.
В июне 1992 года Джексон техническим нокаутом в 9-м раунде победил Пэта Лоулора.
В декабре 1992 года он в 10-м раунде нокаутировал Мишеля Мастродонато.
В октябре 1993 года Джексон победил по очкам близким решением чемпиона мира в среднем весе по версии WBA Реджи Джонсона. Вскоре американец был лишён титула за то, что провёл рейтинговый бой, не известив об этом WBA.

### 10 декабря1994Хорхе Фернандо Кастро —Джон Дэвид Джексон
- Место проведения:  Эстадио де Бейсбол, Монтеррей, Нуево Леон, Мексика
- Результат: Победа Кастро техническим нокаутом в 9-м раунде в 12-раундовом бою
- Статус: Чемпионский бой за титул WBA в среднем весе (2-я защита Кастро)
- Рефери: Стэнли Кристодулу
- Счет судей: Ги Джутрас (71—80), Эктор Эрнандес (73—80), Эдуардо Луна (74—79) — все в пользу Джексона
- Время: 2:34 (по данным Showtime 2:43)
- Вес: Кастро 72,6 кг; Джексон 72,6 кг
- Трансляция: Showtime SET

В декабре 1994 года Джексон вышел на ринг против чемпиона мира в среднем весе по версии WBA аргентинца Хорхе Фернандо Кастро. Джексон имел преимущество за счёт того, что держал дистанцию, и работал джебом. Его удары так часто достигали цели, что после середины боя лицо аргентинца было избитым. В начале 7-го раунда американец провёл правый хук в голову, и тут же пробил левый кросс туда же. Кастро зашатался и попятился. Джексон прижал его к канатам и начал добивать. Он начал бомбить его хуками в голову и в корпус, а затем провёл несколько удачных апперкотов в челюсть. Кастро смог выстоять. В конце 9-го раунда Джексон пробил левый хук в челюсть. Кастро зашатался. Джексон попытался его добить. Кастро наклонил корпус и голову. Почти все удары американца прошли мимо цели. В это время Кастро поднял голову и выбросил наотмашь левый хук мимо, и тут же правый хук точно в челюсть. Джексон рухнул на канвас. Он поднялся на счёт 7, но шатался. Рефери позволил бою продолжиться. Кастро сразу же подбежал и выбросил правый хук в челюсть. Джексон вновь упал. Он поднялся на счёт 8, но опять нетвёрдо держался на ногах. Рефери вновь позволил ему продолжить бой. Кастро сразу подбежал и пробил правый хук в челюсть. Джексон опять рухнул. Рефери сразу же прекратил бой, так как в действовало правило трёх нокдаунов. Поединок получил статус «бой года» по версии журнала «Ринг». Поединок проходил в рамках шоу, организованного телеканалом Showtime, главным событием которого был бой Хулио Сесар Чавес — Тони Лопес.

### 19 апреля1997Бернард Хопкинс—Джон Дэвид Джексон
- Место проведения:  Мемориум Аудиториум, Шревепорт, Луизиана, США
- Результат: Победа Хопкинса техническим нокаутом в 7-м в 12-раундовом бою
- Статус: Чемпионский бой за титул IBF в среднем весе (4-я защита Хопкинса)
- Рефери: Джон Фемиа
- Счет судей: Барри Оргерон (59—54), Нельсон Васкес (59—54), Оскар Брайан (58—55) — все в пользу Хопкинса
- Время: 2:22
- Вес: Хопкинс 71,00 кг; Джексон 70,80 кг
- Трансляция: Showtime

В марте 1997 года Джон Дэвид Джексон вышел на ринг против чемпиона мира в среднем весе по версии IBF Бернарда Хопкинса. В конце 6-го раунда Хопкинс провёл левый хук в челюсть противника. Джексон на мгновение покачнулся, и попытался спастись в клинче. Хопкинс разорвал клинч и ударил левым боковым в плечо. Джексон упал, но тут же встал. Рефери отсчитал нокдаун. После продолжения боя Хопкинс не смог добить противника. Ближе к концу 7-го раунда Хопкинс зажал противника в углу и начал бомбить ударами. Бомбардировка была затяжной. Джексон попытался устроить размен, но сразу же пропустил несколько чистых попаданий. Рефери хотел было остановить бой, но на мгновение замешкался. Хопкинс провёл правый хук в беззащитную челюсть Джексона и рефери сразу же остановил бой.

### 1998—1999
В феврале 1998 года состоялся 2-й бой между Джексоном и Хорхе Фернандо Кастро. Аргентинец победил по очкам.
В сентябре 1999 года Джексон провёл последний бой.